# Richard van Heulen
Richard van Heulen (Amsterdam, 13 oktober 1981) is een voormalig Nederlands betaald voetballer.
De middenvelder volgde de jeugdopleidingen van Blauw Wit, Ajax en A.V.V. Zeeburgia. Hij maakte zijn debuut in het betaalde voetbal op 4 september 2000 bij de voetbalclub Telstar waar hij acht jaar zou spelen. Hierna kwam hij nog een seizoen uit voor FC Omniworld. In 2011 kwam er een eind aan zijn profloopbaan en ging hij als amateur spelen bij FC Lisse.

## Clubstatistieken
| Seizoen | Club                | Duels | Goals | Competitie     |
| ------- | ------------------- | ----- | ----- | -------------- |
| 2000/01 | Telstar             | 15    | 0     | Eerste Divisie |
| 2001/02 | Stormvogels Telstar | 33    | 0     | Eerste Divisie |
| 2002/03 | Stormvogels Telstar | 33    | 1     | Eerste Divisie |
| 2003/04 | Stormvogels Telstar | 35    | 1     | Eerste Divisie |
| 2004/05 | Stormvogels Telstar | 34    | 4     | Eerste Divisie |
| 2005/06 | Stormvogels Telstar | 37    | 0     | Eerste Divisie |
| 2006/07 | Stormvogels Telstar | 36    | 4     | Eerste Divisie |
| 2007/08 | Stormvogels Telstar | 36    | 0     | Eerste Divisie |
| 2008/09 | Telstar             | 35    | 2     | Eerste Divisie |
| 2009/10 | Almere City FC      | 34    | 1     | Eerste Divisie |
| 2010/11 | Almere City FC      | 17    | 0     | Eerste divisie |
| 2011/12 | FC Lisse            | 26    | 1     | Eerste divisie |
| 2012/13 | FC Lisse            | 27    | 3     | Eerste divisie |
| 2013/14 | FC Lisse            | 16    | 0     | Eerste divisie |
| Totaal  |                     | 414   | 17    |                |